# Sanjaq d'Özi
El sanjaq d'Özi fou una subdivisió administrativa de l'eyalat d'Özi a l'Imperi Otomà. La capital del sanjaq era la ciutat d'Özi (en rus Otxàkov, en ucraïnès Otxàkiv) i en formaven part Khajidereh (Ovidiopol), Khadjibey (Odessa) i Dubossary, i altres 150 pobles menors. Khadjibey més tard va esdevenir sanjaq separat
El sanjaq va passar a Rússia el 1788 i confirmat a aquest estat pel tractat de Iași del 1792.